# Maria Verkeyn
Maria Ludovica Arnou-Verkeyn (Zedelgem, 10 april 1896 - Loppem, 30 december 2005) was een Belgische vrouw die het laatste anderhalf jaar van haar leven de oudste inwoner van België was.
Verkeyn was hoedenmaakster en getrouwd met de schrijnwerker Boudewijn Arnou, met wie ze drie dochters kreeg. Ze had een eigen hoedenwinkel en woonde tot haar 95ste zelfstandig. Daarna woonde ze bij een dochter in, en zeven jaar voor haar dood verhuisde ze naar rusthuis Maartenshove in Loppem.
Na het overlijden van Victoire Ricaille in 2004 ontstond enige verwarring of mevrouw Verkeyn al dan niet de oudste Belg was, maar een "concurrente" bleek al in de jaren vijftig te zijn overleden.

Verkeyn werd op 28 september 2005 ereburger van de gemeente Zedelgem, en maakte ter gelegenheid daarvan nog een hoed. Dat najaar werd ze echter ziek. Ze nam afscheid van héél haar familie, want ze was het leven moe, en overleed op ruim 109-jarige leeftijd aan een verkoudheid.
Toen Verkeyn stierf, werd Martha Annaert uit Londerzeel de oudste Belg.